# 의령 죽전리 고분군
의령 죽전리 고분군(宜寧 竹田里 古墳群)은 경상남도 의령군 정곡면 죽전리에 있는 고분군이다. 1990년 12월 20일 경상남도의 기념물 제100호로 지정되었다.

## 개요
호미산성의 반대쪽 능선 정상부를 따라 분포한 무덤들이다.
현재 외형상으로 봉분을 가진 대형무덤이 30여기 인데, 그 외 주변에 많은 소형무덤이 더 있을 것으로 추정된다. 구조는 구덩식(수혈식)과 굴식(횡혈식)이 함께 섞여 있으며, 하나의 봉분 안에 2개 이상의 돌덧널(석곽)을 포함하는 여러널식(다곽식)도 있는 것으로 보인다. 내부는 가야의 전형적인 무덤형태로 자른 돌을 사용하여 내벽을 정연하게 쌓아 올렸다. 주변에서 수습된 유물과 무덤의 구조를 살펴볼 때 이 무덤들은 5세기 후반에서 6세기 전반경에 만들어진 것으로 추정된다.
의령 죽전리무덤들은 이 지역의 가야무덤에 대한 연구뿐만 아니라 당시의 사회상을 밝히는데 중요한 자료를 제공해 주는 유적이다.

## 같이 보기
- 호미산성 - 경상남도 기념물 제101호

## 참고 자료
- 의령 죽전리 고분군 - 국가유산청 국가유산포털